# سلطان الطميحي
سلطان الطميحي هو لاعب كرة قدم سعودي يلعب حاليًا مدافِعًا في نادي المزاحمية.

## مسيرة اللاعب
لعب سابقاً في نادي جدة و نادي النصر و نادي الشعلة و نادي السد و نادي الثقبة ونادي الأنوار ونادي الشرق ونادي المزاحمية.

## روابط خارجية
- سلطان الطميحي على موقع قاعدة بيانات كرة القدم.إي يو (الإنجليزية)
- Eurosport.com Profile باللغة الفرنسية
- Goalaz.com Profile باللغة التركية
- FootMercato Profile باللغة الفرنسية
- hailoo Sport Profile
- slstat.com Profile
- SoccerPunter Profile